# Lawe Dua Gab
Lawe Dua Gab is een bestuurslaag in het regentschap Aceh Tenggara van de provincie Atjeh, Indonesië. Lawe Dua Gab telt 909 inwoners (volkstelling 2010).